# Port-Douzième
Port-Douzième est une station géomagnétique située sur le territoire français de l'île de Grande-Terre, dans les îles Kerguelen. Il se trouve sur la côte nord de la presqu'île Ronarc'h au sud du golfe du Morbihan et à 19 km juste en face de Port-aux-Français.

## Géographie
Port-Douzième est dominé par le sommet du Pouce culminant à 743 mètres. Le site fait face à de nombreux îlots dont Suhm, Malou, Camille, Haynes, Scharbau, Vedette, et Boyle. Le site, totalement isolé, n'est accessible que par la mer depuis la base de Port-aux-Français.

## Histoire
L'implantation humaine temporaire en ce lieu est réalisée dans les années 1950 à des fins scientifiques avec l'ouverture — à proximité de la plage d'accès de 130 mètres de large — de la cabane « Le Castel, ». En 1962, son nom est donné par les ingénieurs Hervé Guichard et Jacques Nougier lors de leur douzième mission de relevés géographiques et géologiques dans la presqu'île Ronarc'h. Il est validé lors de la mise à jour des toponymes australs par la Commission territoriale de toponymie des Terres australes françaises en 1966.